# Казе Онтола (Фрозиноне)
Казе Онтола је насеље у Италији у округу Фрозиноне, региону Лацио.
Према процени из 2011. у насељу је живело 51 становника. Насеље се налази на надморској висини од 347 м.